# Szíria a 2008. évi nyári olimpiai játékokon
Szíria a kínai Pekingben megrendezett 2008. évi nyári olimpiai játékok egyik részt vevő nemzete volt. Az országot az olimpián 5 sportágban 8 sportoló képviselte, akik érmet nem szereztek.

## Atlétika
Férfi

| Versenyző     | Versenyszám | Selejtező | Selejtező | Döntő    | Döntő    |
| Versenyző     | Versenyszám | Eredmény  | Helyezés  | Eredmény | Helyezés |
| ------------- | ----------- | --------- | --------- | -------- | -------- |
| Mádzsed Gazál | Magasugrás  | 220 cm    | 24.*      | kiesett  | kiesett  |

Női

| Versenyző     | Versenyszám | Előfutam | Előfutam | Előfutam | Elődöntő | Elődöntő | Elődöntő | Döntő   | Döntő    |
| Versenyző     | Versenyszám | Idő      | Hely.    | Össz.    | Idő      | Hely.    | Össz.    | Idő     | Helyezés |
| ------------- | ----------- | -------- | -------- | -------- | -------- | -------- | -------- | ------- | -------- |
| Fadva el-Búza | 100 m gát   | 14,24    | 8.       | 38.      | kiesett  | kiesett  | kiesett  | kiesett | kiesett  |

* - egy másik versenyzővel azonos eredményt ért el

## Sportlövészet
Férfi

| Versenyző  | Versenyszám | Selejtező | Selejtező | Döntő   | Döntő    |
| Versenyző  | Versenyszám | Pont      | Helyezés  | Pont    | Helyezés |
| ---------- | ----------- | --------- | --------- | ------- | -------- |
| Rozsé Dáhi | Skeet       | 91        | 41.       | kiesett | kiesett  |

## Súlyemelés
Férfi

| Versenyző     | Versenyszám | Szakítás | Szakítás | Lökés    | Lökés    | Összesen | Helyezés |
| Versenyző     | Versenyszám | Eredmény | Helyezés | Eredmény | Helyezés | Összesen | Helyezés |
| ------------- | ----------- | -------- | -------- | -------- | -------- | -------- | -------- |
| Ahed Dzsugíli | 105 kg      | 170,0    | 14.      | 216,0    | 11.      | 386,0    | 12.      |

## Triatlon
| Versenyző    | Versenyszám | 1,5 km úszás | 1,5 km úszás | 40 km kerékpározás | 40 km kerékpározás | 10 km futás | 10 km futás | Összesítés | Összesítés |
| Versenyző    | Versenyszám | Idő          | Hely.        | Idő                | Hely.              | Idő         | Hely.       | Idő        | Helyezés   |
| ------------ | ----------- | ------------ | ------------ | ------------------ | ------------------ | ----------- | ----------- | ---------- | ---------- |
| Omar Tajjára | Férfi       | 18:23        | 32.          | 58:56              | 23.*               | 38:19       | 49.         | 1:56:40,54 | 49.        |

* - öt másik versenyzővel azonos időt ért el

## Úszás
Férfi

| Versenyző       | Versenyszám      | Előfutam | Előfutam | Előfutam | Elődöntő | Elődöntő | Elődöntő | Döntő     | Döntő    |
| Versenyző       | Versenyszám      | Idő      | Hely.    | Össz.    | Idő      | Hely.    | Össz.    | Idő       | Helyezés |
| --------------- | ---------------- | -------- | -------- | -------- | -------- | -------- | -------- | --------- | -------- |
| Szohajb Kalála  | 100 m hát        | 1:00,24  | 4.       | 44.      | kiesett  | kiesett  | kiesett  | kiesett   | kiesett  |
| Száleh Mohammad | 10 km nyílt vízi |          |          |          |          |          |          | 1:54:37,7 | 19.      |

Női

| Versenyző     | Versenyszám | Előfutam   | Előfutam   | Előfutam   | Elődöntő   | Elődöntő   | Elődöntő   | Döntő      | Döntő      |
| Versenyző     | Versenyszám | Idő        | Hely.      | Össz.      | Idő        | Hely.      | Össz.      | Idő        | Helyezés   |
| ------------- | ----------- | ---------- | ---------- | ---------- | ---------- | ---------- | ---------- | ---------- | ---------- |
| Baján Dzsumaa | 50 m gyors  | nem indult | nem indult | nem indult | nem indult | nem indult | nem indult | nem indult | nem indult |